# Tubulipora penicillata
Tubulipora penicillata är en mossdjursart som först beskrevs av O. Fabricius 1780.  Tubulipora penicillata ingår i släktet Tubulipora och familjen Tubuliporidae. Arten är reproducerande i Sverige. Inga underarter finns listade i Catalogue of Life.